# Дві бібліотеки (картина)
Дві бібліотеки — картина художника Джузеппе Марія Креспі з Болоньї (1665-1747), один з найкращих натюрмортів самого Креспі та італійського живопису доби бароко. Зберігається в місті Болонья в консерваторії Джованні Батіста Мартіні.

## Місто Болонья і Креспі

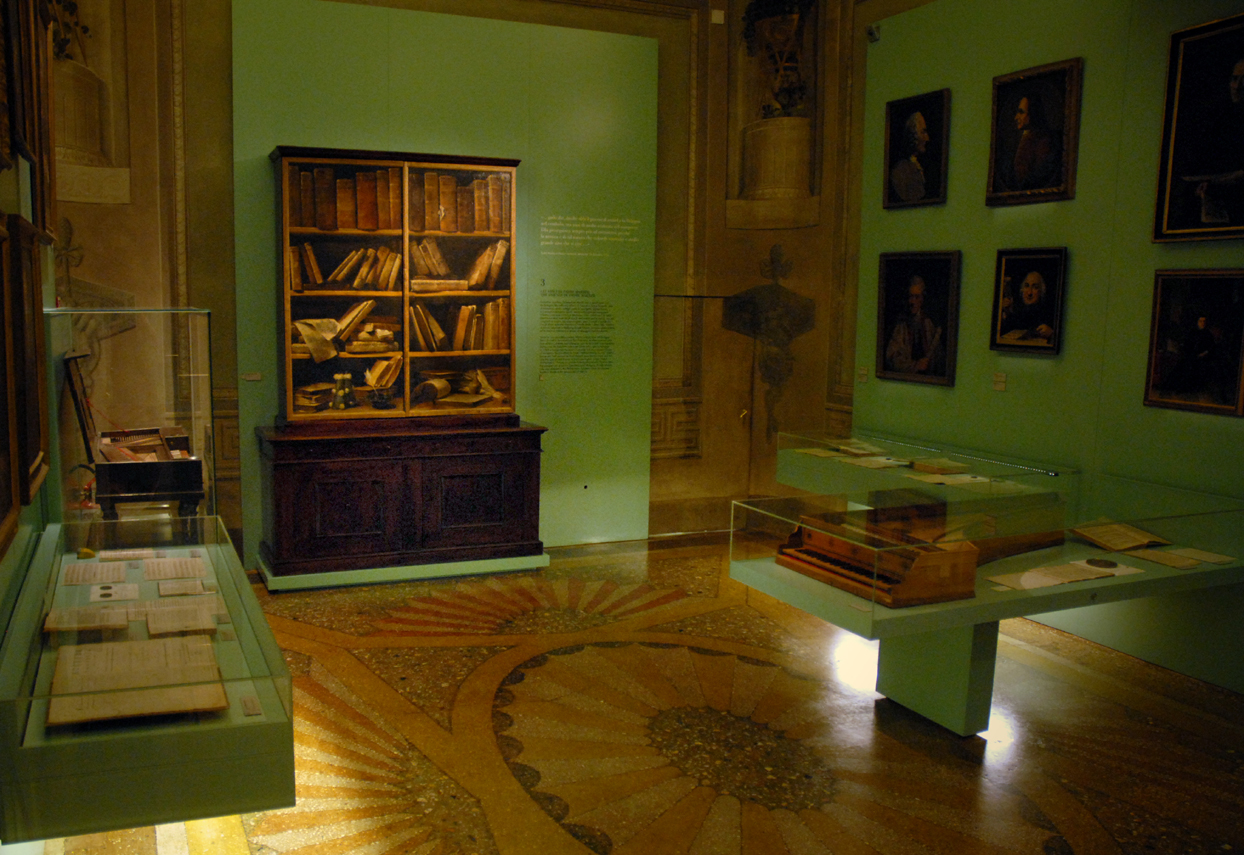

Художня Академія в Болоньї відрізнялася тим, що згуртувала митців та навчала молодь, готуючи нові кадри по декоруванню і оздобленню церков та палаців творами мистецтва. Тому академія (товариство для приємного дозвілля) Христини Шведської залишилася лише в мемуарах, а Болонська — стала взірцем для художніх академій в інших країнах.
Джузеппе Марія Креспі мешкав у Болоньї, коли вона перетворилася на звичайне провінційне містечко.  І в Болоньї знайшовся свій меценат та історіограф болонських майстрів граф Мальвазія Тому зараз про другорядних художників болонців ми знаємо більше, ніж про першорязрядних Джорджоне та Лоренцо Лотто, що уславили Венецію.
Періодами муза живопису надихала на справжні шедеври («Сивіла Кумська, Еней і перевізник Харон», «Смерть Йосипа, земного батька Христа», «Автопортрет з пензлем», натюрморт «Дві Бібліотеки», «Алегорія мистецтв» пізнього періоду творчості).

## Дві бібліотеки, опис твору
Це не перший натюрморт Креспі. 

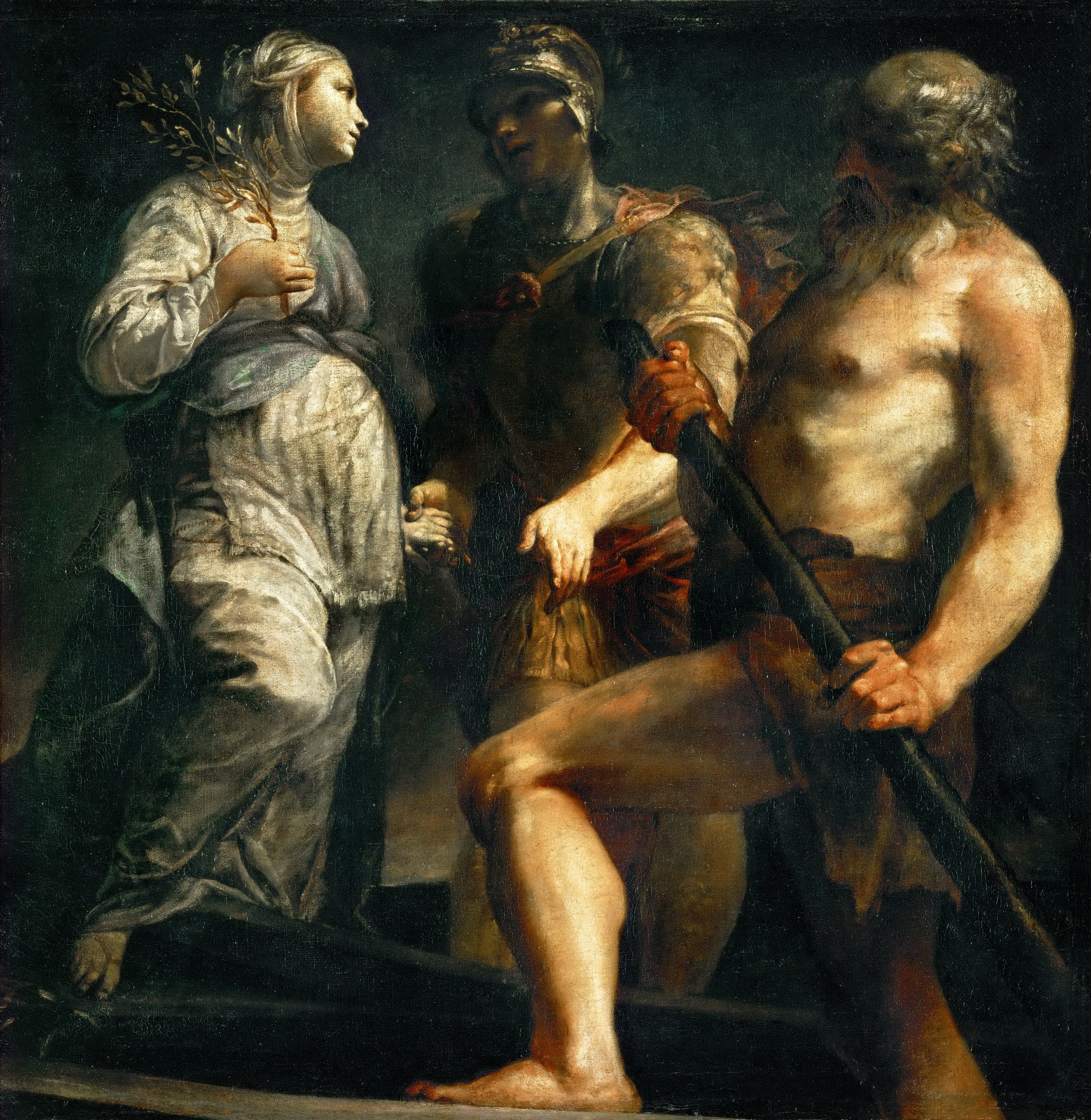
Худ. Креспі, Сивілла, Еней і перевізник Харон, Відень.

Дві прямокутні картини подають книжкові полички. Горішні полички ще зберігають лад. Чим нижче, тим більше хаосу. Власник працював поряд, хапав у натхненні одну-другу-п'яту книжку, не дивлячись, кудись клав, щоби знову шукати і працювати далі. На нижніх поличках каламар(чорнильниця), жмут гусячих пер, пісковички.. Аби швидше висихали чорнила, написаного листа засипали сухим піском, зайвий викидали.  Креспі ретельно виписав назви книжок, і люди, обізнані в палеографії, навіть зараз назвуть авторів. Дві бібліотеки тому, що є твори літературні і є твори музичні (ноти).
Креспі тоді не знав, що непрестижний натюрморт «Дві бібліотеки» стане найкращим, що зробили в мистецтві Італії в добу бароко в цій галузі.
Цілком книжковим був і сюжет картини Креспі «Сивілла Кумська, Еней і перевізник Харон». Художник запозичив його з книги давньоримського поета Овідія. В подорожі до пекла героя Енея супроводжувала Сивілла Кумська, що мала чаклунську гілку, яка забезпечувала герою відсутність перешкод на шляху. Міфологічну картину замовив художнику австрійський полководець Євген Савойський. Натхнений Креспі виплеснув у роботу увесь свій талант — і зробив шедевр. 